# Cochlonema lineare
Cochlonema lineare är en svampart som beskrevs av F.R. Jones bis 1962. Cochlonema lineare ingår i släktet Cochlonema och familjen Cochlonemataceae.   Inga underarter finns listade i Catalogue of Life.